# Cardacopsis shelfordi
Cardacopsis shelfordi är en kackerlacksart som beskrevs av Heinrich Hugo Karny 1924. Cardacopsis shelfordi ingår i släktet Cardacopsis och familjen Nocticolidae. Inga underarter finns listade.